# یه خاطره از فردا
یه خاطره از فردا نام پنجمین آلبوم احسان خواجه‌امیری است که در ۳۱ شهریور ۱۳۸۹ منتشر شد.

## مشخصات
آهنگسازان:
احسان خواجه‌امیری، مهرداد نصرتی، بهرنگ بهادرزاده
تنظیم کنندگان:
سیروان خسروی، مهرداد نصرتی، امید حجت، هومن نامداری، بهرنگ بهادرزاده
ترانه‌سرایان:
افشین یداللهی، مونا برزویی، مریم اسدی، علی بحرینی، محمد کاظمی، مجید افشاری و بهمن ذاکری
نوازنده‌ها:
میثم مروستی (ویولن و سه‌تار)
علی جعفری (ویولن)
هومن نامداری (ساکسیفون)
امید حجت (گیتار)
آرمین قیطاسی (فلوت)
سیامک کریم‌پور (ترومبون)
علی ضرابی (ترومپت)
پدرام فریوسفی (ویولن)
زایا سلیمان (درام)
همایون نصیری (پرکاشن)
بابک ریاحی‌پور (گیتار بیس)
رضا تاجبخش
میکس و مسترینگ: احسان خواجه امیری
رکورد: احسان خواجه امیری/امید حجت
میکس قطعه یک: سیروان خسروی

## ترانه‌ها
| شماره | نام                | سراینده        | آهنگساز          | تنظیم            | مدت  |
| ----- | ------------------ | -------------- | ---------------- | ---------------- | ---- |
| ۱.    | «نمی‌دونم»          | نسترن شیرمحمدی | مهرداد نصرتی     | سیروان خسروی     | ۴:۲۳ |
| ۲.    | «دارم میام پیشت»   | مریم اسدی      | مهرداد نصرتی     | مهرداد نصرتی     | ۲:۳۷ |
| ۳.    | «خودت خواستی»      | علی بحرینی     | احسان خواجه‌امیری | احسان خواجه‌امیری | ۲:۳۲ |
| ۴.    | «اعتراف»           | محمد کاظمی     | بهرنگ بهادرزاده  | بهرنگ بهادرزاده  | ۳:۱۸ |
| ۵.    | «خواب و بیداری»    | افشین یداللهی  | احسان خواجه‌امیری | احسان خواجه‌امیری | ۲:۵۲ |
| ۶.    | «بی‌کسی»            | افشین یداللهی  | احسان خواجه‌امیری | امید حجت         | ۴:۲۰ |
| ۷.    | «کاش عاشقت نمی‌شدم» | علی بحرینی     | احسان خواجه‌امیری | احسان خواجه‌امیری | ۳:۴۴ |
| ۸.    | «مسری»             | افشین یداللهی  | احسان خواجه‌امیری | احسان خواجه‌امیری | ۳:۲۶ |
| ۹.    | «دنیا»             | مجید افشاری    | مهرداد نصرتی     | مهرداد نصرتی     | ۳:۴۴ |
| ۱۰.   | «اتفاق»            | افشین یداللهی  | احسان خواجه‌امیری | میثم مروستی      | ۳:۲۱ |
| ۱۱.   | «مسری (رمیکس)»     | افشین یداللهی  | احسان خواجه‌امیری | احسان خواجه‌امیری | ۳:۰۹ |
| ۱۲.   | «خلاصم کن»         | افشین یداللهی  | احسان خواجه‌امیری | هومن نامداری     | ۲:۴۲ |